# 曲登嘎布日
曲登嘎布日（藏語：མཆོད་རྟེན་དཀར་པོ་རི།，罗马字母拼写：Qoidêngarbo Ri），位于中华人民共和国西藏自治区山南市隆子县境内，是中华人民共和国民政部第一批增补藏南地区公开使用地名中的一个。 该地位于中国与印度领土争议地区，实际位置位于印度阿鲁纳恰尔邦上苏班西里县境内。